# Émile Daeschner

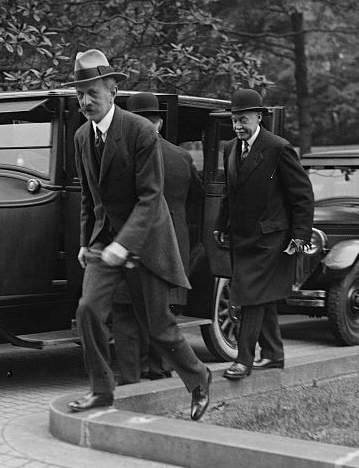
Pierre de Chambrun et Émile Daeschner en 1925.

Émile (Nosky-Georges-Henri–Emile) Daeschner, né le 3 janvier 1863 dans le 10e arrondissement de Paris et décédé le 13 décembre 1928 dans le 16e arrondissement de Paris, est un diplomate français.

## Biographie
Fils de Ludwig Daeschner (négociant, né à Karlsruhe en 1828, décédé à Paris en 1878) et de Louise Caroline de Fernex (née à Nyon, Suisse, en 1830, décédée à Paris en 1891), il est licencié en droit et élève de l’École libre des sciences politiques. En 1887, après avoir été admis au concours dans les carrières diplomatique et consulaire, il devient attaché à la direction politique au cabinet du ministre des Affaires étrangères. 
De 1888 à 1897, il occupe différents postes au cabinet du ministre puis, en 1898, est nommé 2e secrétaire à l’ambassade de Londres.
Il épouse Henriette Krug (1876-1929), fille de Paul Krug (1842-1910) et de Caroline Harlé (1846-1915), dont il a quatre enfants. 
De 1905 à 1906, il est chef de cabinet et du personnel du président du Conseil, ministre des Affaires étrangères. En février 1906, il est membre de la mission française aux obsèques du roi du Danemark, Christian IX.
De 1906 à 1908, il est successivement 1er secrétaire de l’Ambassade de France à Madrid puis à l’Ambassade de France à Londres.
En 1909, il est nommé ministre plénipotentiaire. En 1912, il est chef de cabinet et du personnel de Raymond Poincaré, président du Conseil et ministre des Affaires étrangères. À partir de 1913, il est ministre plénipotentiaire de 1re classe à Lisbonne (Portugal), puis à Bucarest (Roumanie) en 1920. En 1924-1925, il est ambassadeur de France à Washington aux États-Unis d'Amérique,. De 1926 à 1928, il est ambassadeur de France en Turquie.

## Distinctions
- Grand-croix de la Légion d’honneur (1928)[réf. nécessaire]
- Grand Croix de l'Ordre de l'Etoile de Roumanie
- Membre d'honneur New York State Society of the Cincinnati[6] (1925)

## Sources
1. ↑  Archives de l’état civil de Paris en ligne, mairie du 10e arrondissement, acte de naissance no 72, année 1863.
2. ↑  Mémoires Raymond Poincaré - Au service de la France - 9 années de souvenir - du 10 au 15 août
3. 1 2 3  « Exits and Entrances », Time, 27 octobre 1924, sur la nomination d’Émile Daeschner au poste d’ambassadeur à Washington (lien consulté le 17 janvier 2011).
4. ↑  Liste chronologique des ambassadeurs à Washington
5. ↑  Liste chronologique des ambassadeurs de France en Turquie depuis 1525
6. ↑  New York State Society of Cincinnati